# Supermarine Sea Eagle / Scarab
El Supermarine Sea Eagle fue un hidrocanoa comercial biplano anfibio. Fue diseñado y construido por la Supermarine Aviation Works para su filial, la British Marine Air Navigation Co. Ltd, con vistas a ser utilizado en una ruta que enlazaba Southampton con las Islas del Canal y Francia. Este fue el primer servicio aéreo regular de pasajeros de Gran Bretaña en hidrocanoa.

## Diseño y desarrollo
Para ello, Supermarine construyó tres hidrocanoas anfibios matriculados G-EBFK, G-EBGR y G-EBGS; con una capacidad para dos tripulantes y seis pasajeros, alojados en una cabina cerrada; estos biplanos estaban propulsados por el motor lineal Rolls Royce Eagle IX, engranado a una hélice en configuración propulsora. El servicio regular entre Southampton y Guernsey comenzó el 25 de septiembre de 1923 (el servicio planificado a Francia nunca se implementó).
El primer aparato se estrelló el 21 de mayo de 1924; en enero de 1927, el G-EBGS se perdió cuando fue embestido por un barco en el puerto de St Peter Port, Guernsey. El tercero, operado por Imperial Airways, continuó en la ruta hasta 1928, cuando fue reemplazado por un S.8 Calcutta.
Se fabricó un único ejemplar de Supermarine Sheldrake, que utilizaba el casco del Sea Eagle y alas de tipo gaviota, pero con una configuración tractora.
En febrero de 1924, la Aeronáutica Naval española solicita a la firma Supermarine un hidrocanoa anfibio apto para realizar tareas de reconocimiento y bombardeo ligero. La firma convirtió el Sea Eagle en una versión militarizada a la que bautizó Scarab. Conservaba el mismo motor, la doble cabina abierta para el piloto y artillero, con asientos en tándem, y detrás estaba la cabina cerrada del operador de radio-navegante. Estaba armado con una ametralladora Lewis de calibre 7,7 mm y podía transportar aproximadamente 450 kg de bombas. Se aceptó la versión presentada por Supermarine, y el 21 de mayo, con la matrícula civil española M-NSAA, realizó su primer vuelo; a continuación se realizó un encargo de doce unidades, que fueron recogidas a finales de julio de 1924 en Southampton por el buque al que habían sido destinadas, el portahidros Dédalo. Se dio la circunstancia que durante las operaciones que realizaba frente a la costa del Marruecos español, el 25 de agosto del mismo año, a causa de un golpe de mar, cinco ejemplares cayeron al mar desde la cubierta y no pudieron ser recuperados. El resto de ellos intervinieron en el desembarco de Alhucemas, continuando su campaña en la guerra del Rif, hasta 1926, cuando regresan a su base en Barcelona, desde donde prestaron servicios de entrenamiento y reconocimiento cercano, siendo finalmente dados de baja en 1928.

## Variantes
Sea Eagle
Hidrocanoa biplano comercial, 3 construidos.
Sheldrake
Versión tractora con casco de Sea Eagle y alas de Seagull, uno construido.
Scarab
Versión propulsora militar del Sea Eagle, 12 construidos.

## Operadores
España
- Aeronáutica Naval

 Reino Unido
- British Marine Air Navigation Co. Ltd
- Imperial Airways

## Especificaciones
Referencia datos: Enciclopedia Ilustrada de la Aviación Tomo 12 págs. 2992-3

### Características generales
- Tripulación: Dos
- Capacidad: 6 pasajeros
- Longitud: 11,4 m (37,3 ft)
- Envergadura: 14 m (46 ft)
- Altura: 4.85 m
- Superficie alar: 57,6 m² (620 ft²)
- Peso vacío: 1791 kg (3947,4 lb)
- Peso cargado: 2744 kg (6047,8 lb)
- Planta motriz: motor en línea V12 refrigerado por agua Rolls-Royce Eagle IX.
  - Potencia: 268 kW (369 HP; 364 CV) cada uno.
- Hélices: De cuatro palas de madera propulsora

### Rendimiento
- Velocidad nunca excedida (Vne): 150 km/h (93 MPH; 81 kt)
- Alcance: 370 km (200 nmi; 230 mi)
- Tiempo a altitud: 19 min para 1524 m (5000 pies)